# Servicio Secreto de los Estados Unidos
El Servicio Secreto de los Estados Unidos (en inglés: United States Secret Service; acrónimo:  USSS) es una agencia federal de los Estados Unidos que cumple con la función de llevar a cabo investigaciones criminales y proteger a los líderes políticos de Estados Unidos (incluyendo al Presidente de los Estados Unidos), a sus familias y a los jefes de Estado o de gobierno que estén de visita, y que está bajo cargo del Departamento de Seguridad Nacional de los Estados Unidos desde el año 2003. Anteriormente dependía del Departamento del Tesoro, ya que la agencia se fundó en 1865 para luchar contra la entonces extendida falsificación de moneda estadounidense.

## Misión

Bandera

El Servicio Secreto tiene jurisdicción primaria sobre la prevención y la investigación de la falsificación del dinero de los EE. UU., también con la protección del Presidente, Vicepresidente, presidente electo y vicepresidente electo. La protección se extiende más allá de los presidentes y sus familias, incluyendo a los candidatos a la presidencia y vicepresidencia durante el período de 120 días previos a una elección presidencial, a los hijos de expresidentes menores de 16 años, así como a los jefes de Estado extranjeros durante sus visitas al país. 
También investiga una variedad amplia de crímenes del fraude y de hurto financieros de la identidad y proporciona la ayuda de forenses para algunos crímenes locales. La División de Uniformados (UD) del Servicio Secreto ayuda en la protección de las embajadas extranjeras y de la Casa Blanca dentro de Washington D. C.. Debido a la discreción necesaria de esta organización, muchos detalles son actualmente desconocidos sobre el Servicio Secreto. Como la mayoría de las agencias de la aplicación de la ley, el Servicio Secreto tiene generalmente una política de “ningún comentario” en sus acciones e investigaciones.

## Historia

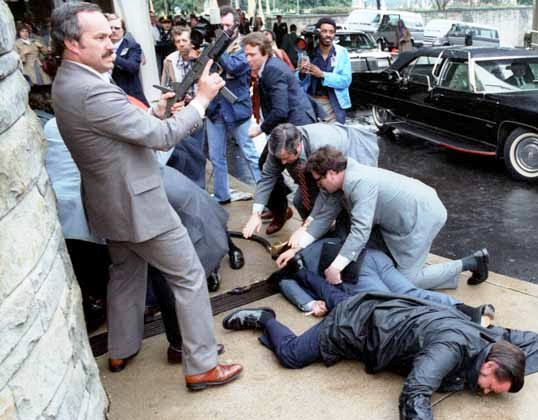
Agentes del Servicio Secreto en respuesta al intento de atentado de John Hinckley contra del entonces presidente de los Estados Unidos Ronald Reagan, el 30 de marzo de 1981.

Podemos mencionar como precedente el que sucedió durante el nacimiento de EE. UU., donde George Washington y otros padres fundadores como Benjamin Franklin, Robert Morris o Patrick Henry usaron las redes de espionaje para evitar ser interceptadas las ayudas que recibía desde Francia y España; de hecho los anteriores fundadores norteamericanos se comunicaron bajo correspondencia discreta y agentes secretos con las redes que empezó a establecer Luis de Unzaga y Amézaga 'le Conciliateur' por el Misisipi y con la empresa Roderiqe Hortalez et.

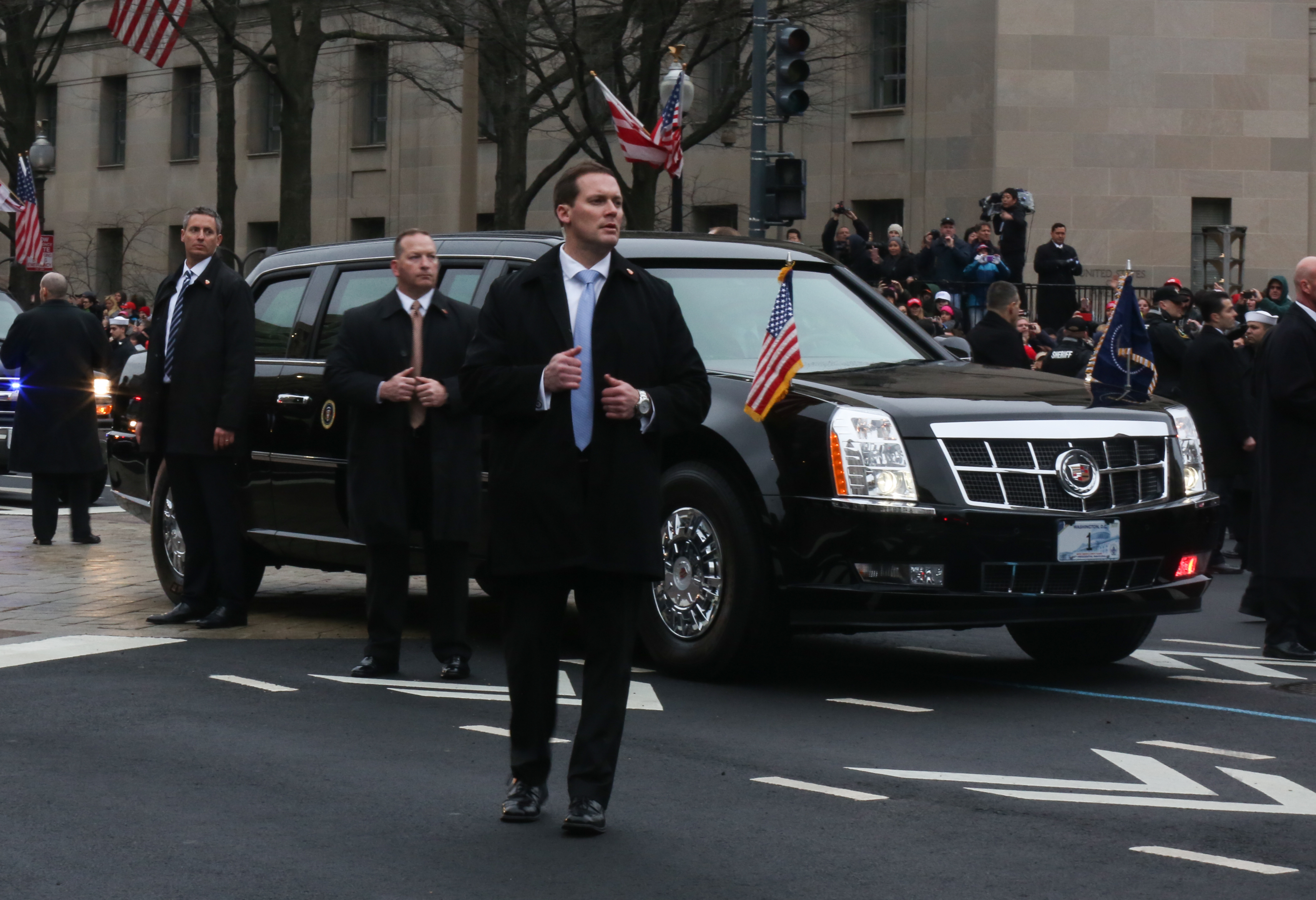
Miembros del Servicio Secreto de los Estados Unidos junto a la limusina presidencial, año 2017.

Ya en el siglo XIX, debido a que un tercio de la moneda en circulación estaba siendo falsificada, el Departamento del Tesoro decidió crear el 5 de julio de 1865 en Washington D. C., la "División de Servicio Secreto" del Departamento del Tesoro, para reprimir la falsificación de dinero. En ese momento no existía suficiente personal para investigar todos los delitos del tipo federal, por lo que el Servicio Secreto fue utilizado para investigar desde los asesinatos, hasta los juegos de azar ilegales. 
El Servicio Secreto fue la primera agencia nacional de inteligencia y contraespionaje de los Estados Unidos. Actualmente ya no cuenta con estas funciones, que pertenecen al FBI desde su creación en 1908. 
Tras el asesinato del Presidente William McKinley en 1901, el Congreso pidió al Servicio Secreto que brindara protección presidencial. Un año más tarde, el Servicio Secreto asumió a tiempo completo la responsabilidad de la protección del Presidente. En 1902, William Craig fue el primer agente del Servicio Secreto muerto mientras viajaba en el transporte presidencial, en un accidente de tráfico.

## Apariencia

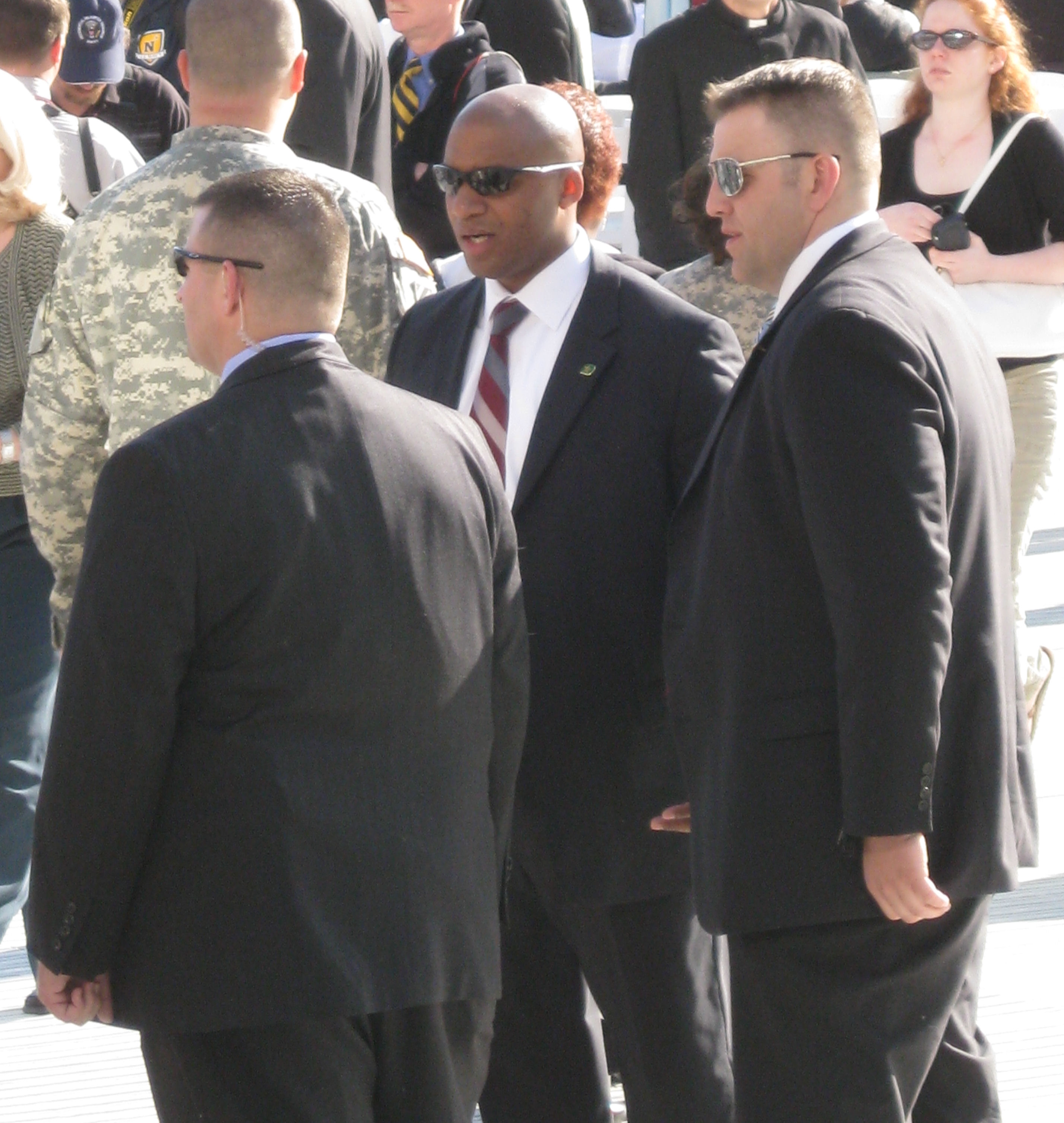
Agentes masculinos.

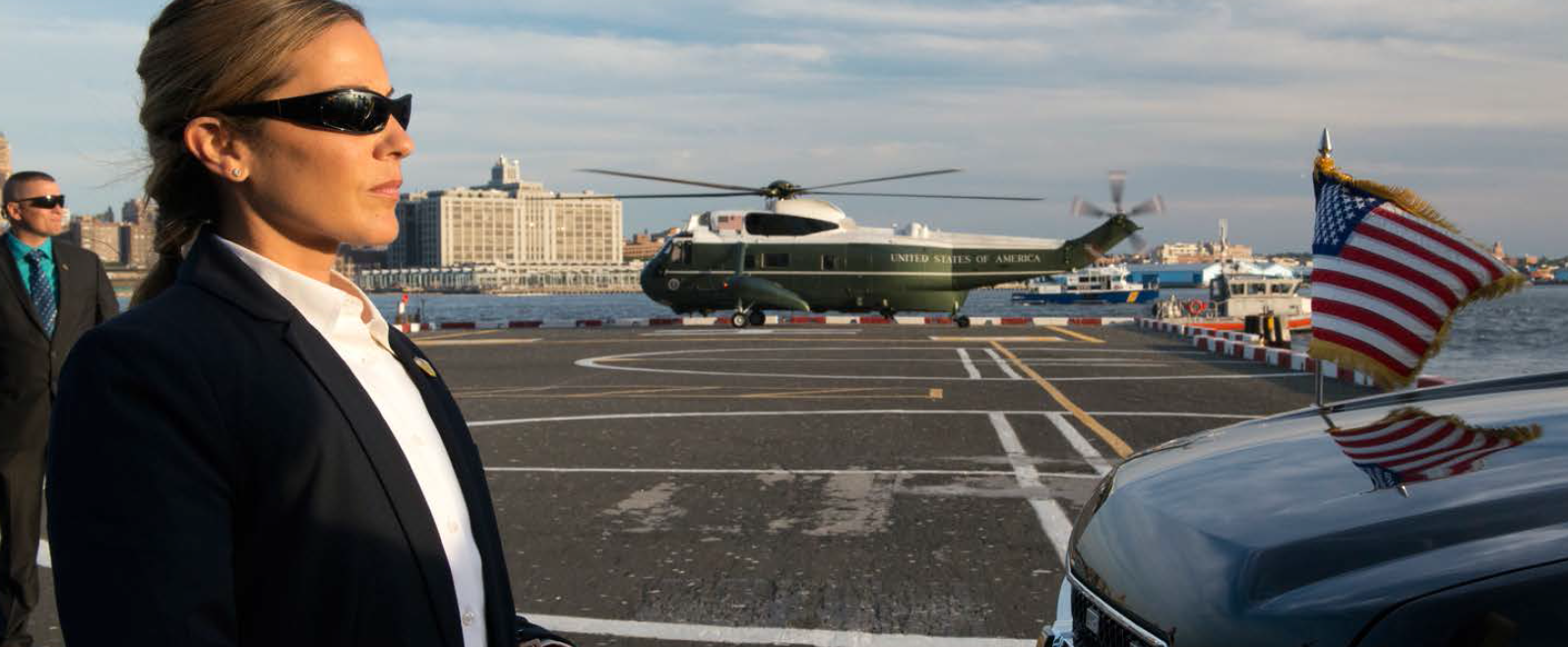
Agente femenino.

Los Agentes Especiales del Servicio Secreto usan atuendos apropiados para la ocasión. En la mayoría de las ocasiones, la vestimenta es un traje de negocios conservador, aunque puede variar desde un esmoquin hasta pantalones de mezclilla. Las fotografías que existen los muestran usando gafas de sol y aparatos de comunicación auricular. El atuendo para los oficiales de la División de Uniformados incluye el típico uniforme de policía. En ocasiones especiales usan sus atuendos de gala. 